# Chaperiopsis frontalis
Chaperiopsis frontalis är en mossdjursart som först beskrevs av Osburn 1950.  Chaperiopsis frontalis ingår i släktet Chaperiopsis och familjen Chaperiidae. Inga underarter finns listade i Catalogue of Life.